# Alto Pelado
Alto Pelado es una localidad del departamento Juan Martín de Pueyrredón, provincia de San Luis, Argentina.

## Descripción
Se encuentra sobre las vías del Ferrocarril General San Martín y la ruta provincial 11.
Entre las obras destacadas que se registran, relacionadas con la cultura de la localidad y zona de influencia, destaca la construcción de la Escuela en 1985 y en 1995 la Escuela Hogar N.º 22 “Gob. Laureano Landaburu”, que presta servicios educativos desde nivel inicial hasta el nivel secundario. En este último nivel los alumnos reciben educación con orientación en técnicas agropecuarias. 
En las instalaciones comunales se realiza anualmente el Festival del Venado de las Pampas, y también los festejos del día del niño y otros festejos populares.

## Población
Contó con 119 habitantes (Indec, 2010), lo que representó un descenso del 30% frente a los 170 habitantes (Indec, 2001) del censo anterior.
Según el censo 2022 la población total del municipio fue de 179 personas. En tanto, el número de viviendas registradas fue de 54.
| Gráfica de evolución demográfica de Alto Pelado entre 1947 y 2022 |
|                                                                   |
| Fuente: Censos nacionales del INDEC                               |